# Abtei St. Benediktusberg (Vaals)

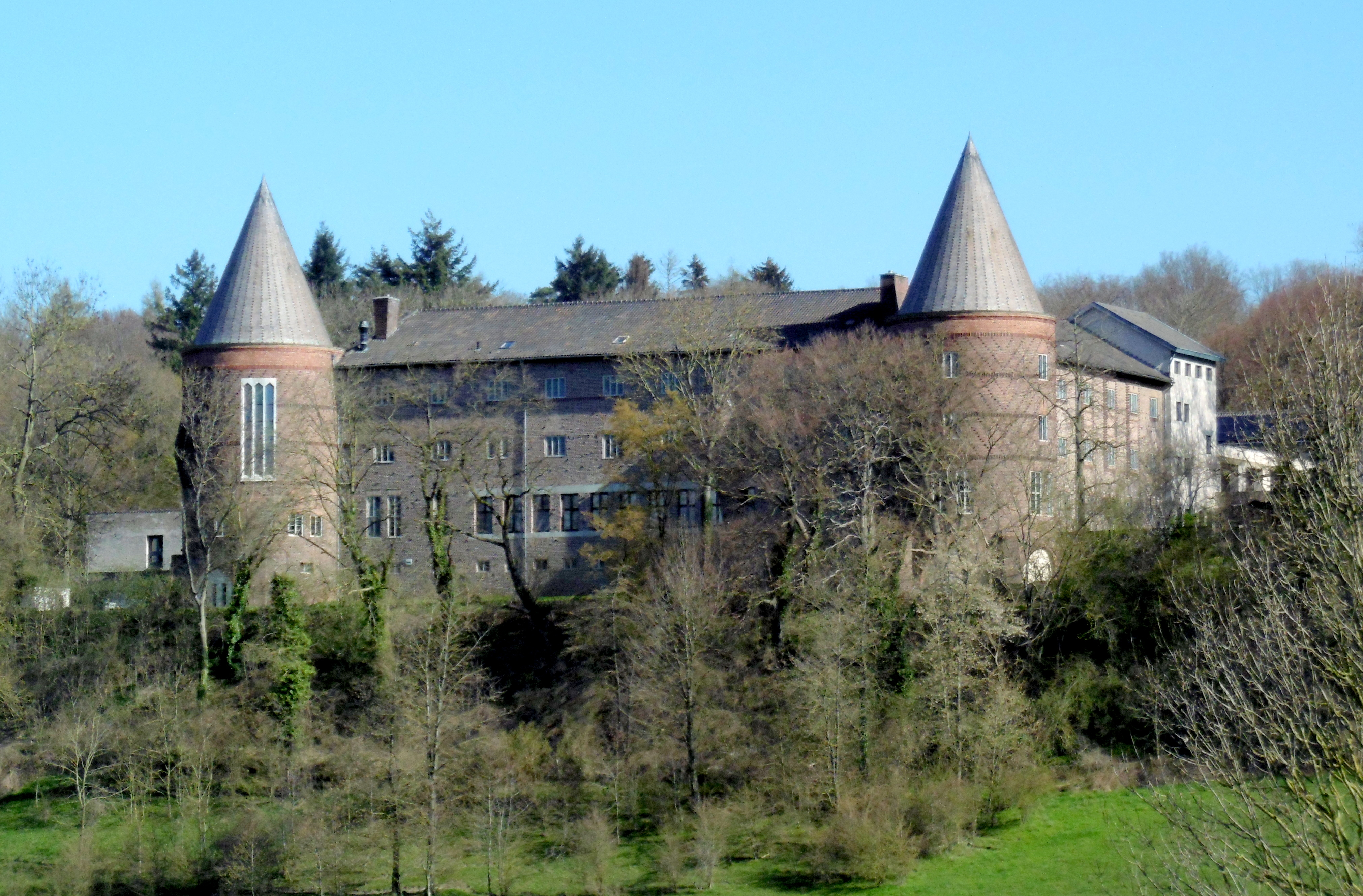
Alter Klostertrakt von Süden

Die Abtei St. Benediktusberg ist ein Benediktinerkloster, das zur Kongregation von Solesmes gehört. Sie liegt im Ortsteil Mamelis der Gemeinde Vaals in der niederländischen Provinz Limburg nahe der Grenze zu Deutschland. Das Kloster ist ein niederländisches Reichsmonument.

## Geschichte

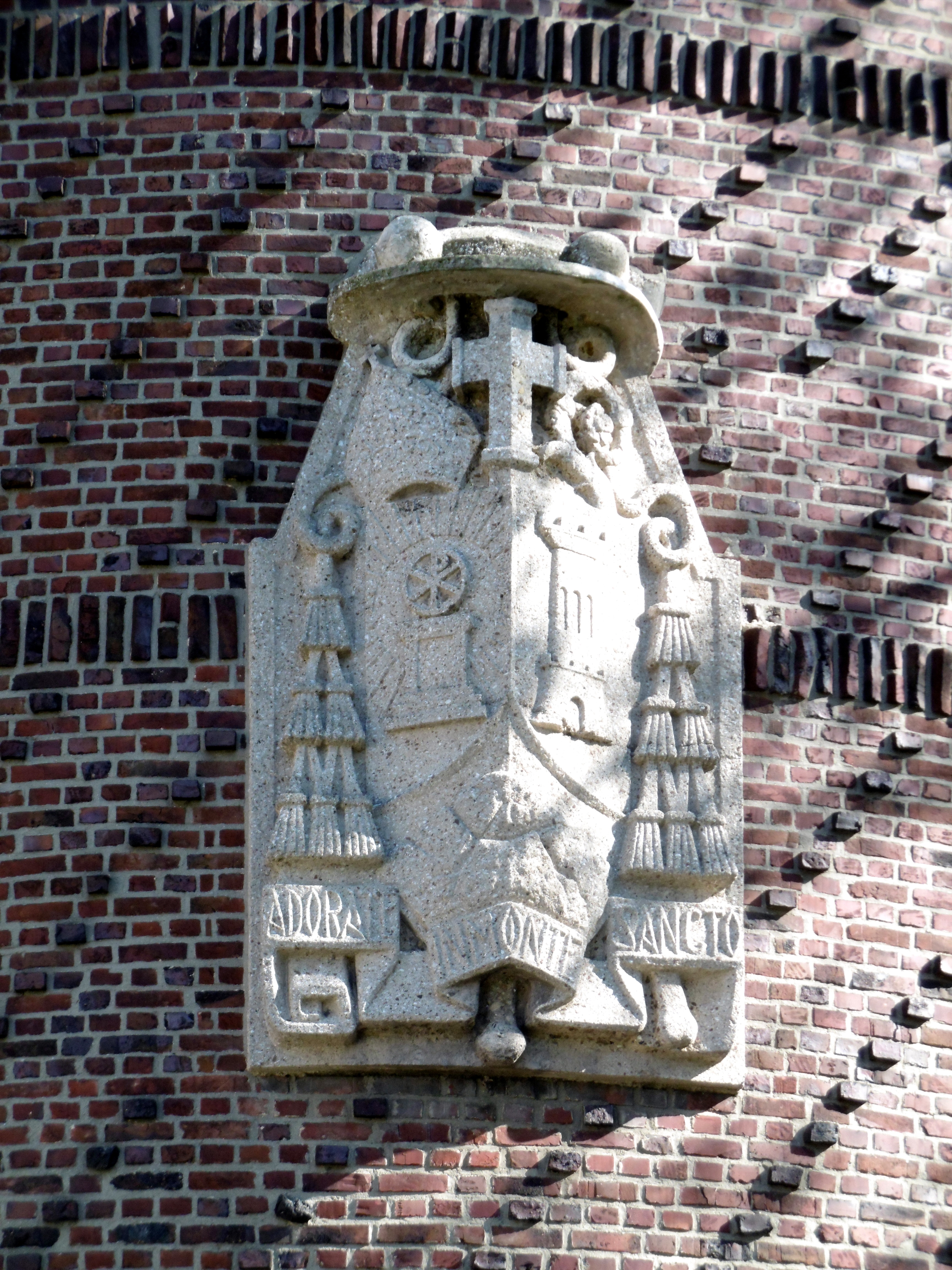
Wappen am Westturm

Durch den Kulturkampf und dessen Nachwirkungen an einer Ansiedlung im Königreich Preußen gehindert, hatte die Sublazenser Kongregation der Benediktiner das Kloster Merkelbeek gegründet, das 1896 zur Abtei erhoben worden war. Von dort gelang es dann, als neue Ansiedlungen die Neue Benediktinerabtei Kornelimünster und die Abtei Michaelsberg in Siegburg zu gründen.
1920 wurde Romuald Wolters in Merkelbeek zum Abt gewählt, der 1922 mit dem Bau von Benediktusberg begann und Merkelbeek aufgab. 1927 schloss sich die Abtei der Beuroner Kongregation an.
Die Besetzung der Niederlande im Zweiten Weltkrieg führte dazu, dass die Mönche zum Kriegsdienst eingezogen und am Kriegsende aus den Niederlanden ausgewiesen wurden. Nur ein niederländischer Mönch blieb im Kloster zurück. Die Gebäude wurden zunächst von der amerikanischen Armee, dann als Gefängnis und anschließend für vertriebene Niederländer aus Indonesien genutzt.
Ab 1947 verhandelte die Diözese Roermond mit benediktinischen Kongregationen über die Wiederbesiedlung. 1951 zogen 13 Mönchen aus der St. Paulusabtei in Oosterhout ein und 1964 erfolgte die Erhebung zur Abtei.

## Bauten

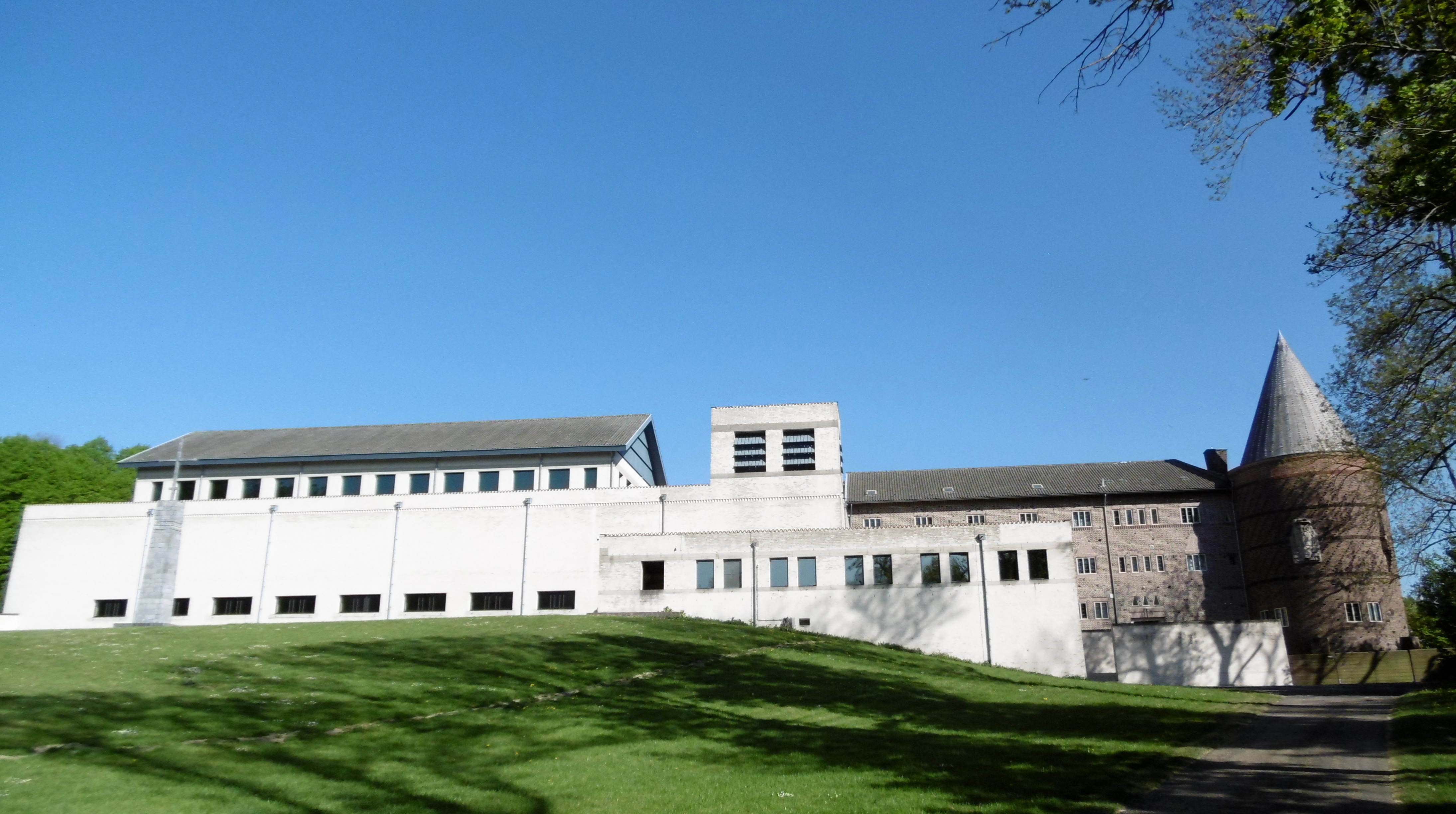
Neubaukomplex

1922 begannen die Arbeiten an dem geplanten vierseitigen Komplex, gruppiert um einen Innenhof. Der Architekt war Dominikus Böhm in Zusammenarbeit mit Martin Weber. Aufgrund der ökonomischen Krise in Deutschland mussten die Mönche die Arbeiten aber schon 1923 einstellen, bevor mit dem Bau einer Klosterkirche begonnen werden konnte. Dieser Zustand blieb bis zur Aufhebung des Klosters.
Nach dem Neubeginn des Klosters 1951 begann ab 1956 der Benediktiner und Architekt Hans van der Laan, der auch aus Oosterhout stammte, die Klostergebäude zu vollenden und die Kirche aufzubauen, die 1962 konsekriert wurde. Ebenso entwarf er einen großen Teil der Inneneinrichtung. Die obere Kirche ist eine dreischiffige Basilika auf rechteckigem Grundriss. Alle Schiffe sind mit ebenem, im Naturton belassenem Holz gedeckt. Ansonsten ist der ganze Kirchenraum in einheitlichem Weiß gehalten mit grauem Chor- und Kirchengestühl und Türen. Die Seitenschiffe und der auf der gesamten Breite der Kirche angesetzte Chor sind um eine Stufe gegenüber dem Hauptschiff erhöht, wie auch das Chorgestühl und der Altar. Die Unterkirche oder Krypta übernimmt die Grundform der Oberkirche, ist aber eine Halle, in der die Einteilung in Schiffe durch quaderförmige Pfeiler erreicht wird. Auch die Krypta ist ein reinem Weiß gehalten mit Türen und Bänken in einem Grauton.